# Klerksdorp-Kugeln
Als Klerksdorp-Kugeln (auch: Klerksdorp-Sphären) wird der archäologische Fund von etwa 200 kleinen Kugeln bezeichnet, die aus Minen der Firma Wonderstone Ltd. in der Nähe des südafrikanischen Ottosdal stammen. Die Kugeln wurden in großen Vorkommen des Minerals Pyrophyllit entdeckt. Sie sind im Klerksdorp Museum in der gleichnamigen Stadt ausgestellt. Ihr Alter wird auf rund drei Milliarden Jahre geschätzt. Aufgrund ihrer runden Form, ihrer attestierten Härte und dem Umstand, dass mindestens eine der Klerksdorp-Kugeln mit drei umlaufenden Linien versehen ist, wurden sie seit ihrer Entdeckung von verschiedenen Seiten als Artefakte bezeichnet, die damit lange vor der Menschheit entstanden und nicht-natürlichen Ursprunges sein müssten. Insbesondere über populärwissenschaftliche Publikationen und Boulevardjournalismus gelangten die Klerksdorp-Kugeln so zu Bekanntheit. Aus wissenschaftlicher Sicht ist diese Herleitung umstritten. Kritiker sehen einen natürlichen Ursprung in Aussehen wie Form der Klerksdorp-Kugeln und rechnen sie deshalb den so genannten Pseudoartefakten zu.

## Beschreibung

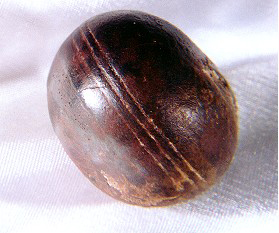
Klerksdorp-Kugel mit drei umlaufenden Kerben

Klerksdorp-Kugeln bestehen entweder aus Hämatit oder aus Wollastonit, das mit geringen Mengen von Hämatit oder Goethit versetzt ist. Solche Kugeln, die aus unveränderten Pyrophyllit-Vorkommen stammen, sollen im Wesentlichen aus Pyrit bestehen. Die typische Größe liegt zwischen einem und vier Zentimetern. Ihre Form variiert von fast vollständigen Kugeln über abgeflachte Kugeln bis hin zu eher scheibenförmigen Objekten. Hinsichtlich der weiteren Erscheinung werden zwei verschiedene Typen unterschieden: Manche Klerksdorp-Kugeln sind bläulich mit weißen Stellen und bestehen vollständig aus festem Material. Andere umschließen einen Hohlraum, der mit einer weichen weißen Substanz ausgefüllt ist. Wird die dünne Außenhaut dieser gefüllten Klerksdorp-Kugeln zerbrochen, zerfällt die weiche Substanz zu Staub.

## Artefakt-These
Vertreter der These, dass die Klerksdorp-Kugeln bereits vor drei Milliarden Jahren von intelligenten Wesen produziert worden sein müssen, führen eine angeblich beinahe perfekte runde Form der Objekte als Beleg an. Außerdem sollen die Kugeln einen so hohen Härtegrad haben, dass eine natürliche Kerbung von feinen, parallelen Linien ausgeschlossen werden muss. Des Weiteren sollen die Kugeln auch nahezu perfekt ausbalanciert sein. So wird des Öfteren der Kurator des Klerksdorp-Museums, Roelf Marx, mit den Worten zitiert, dass die Kugeln komplett rätselhaft seien und die NASA sogar zugegeben habe, dass sie höchstens in Schwerelosigkeit Kugeln solcher Perfektion herstellen könne.

## Pseudoartefakt-These
Kritiker der Behauptungen einer nicht-natürlichen Herkunft der Objekte führen an, dass selbst die für perfekt geformt gehaltenen Exemplare der Klerksdorp-Kugeln lediglich aus einzelnen Perspektiven diesen Eindruck erwecken. Tatsächlich seien auch diese alles andere als rund. Ein weiterer Kritikpunkt ist der Umstand, dass die mögliche Legendenbildung auf der häufigen Zitierung einer Scherzquelle beruht. Im Detail handelt es sich um eine 1982er-Ausgabe der Zeitung Weekly World News, die regelmäßig vollständig fiktionale Berichte veröffentlichte, mit teilweise komödiantisch-abstrusen Titeln wie „Teufel entkommt aus der Hölle“.